# Gråbo
Pour les articles homonymes, voir Grabo.
Gråbo est une localité de Suède située dans la commune de Lerum du comté de Västra Götaland. Elle couvre une superficie de 2,31 km2. En 2010, elle compte 4 195 habitants.